# Destiny waiving
Destiny waiving is een studioalbum van synthesizerspecialist Ulrich Schnauss en gitarist Mark Peters.

## Inleiding
Schnauss en Peters kennen elkaar uit de periode dat ze samen speelden in Engineers. Daarna werkten ze af en toe samen voor bijvoorbeeld de albums Underrated silence en Tomorrow is another day. De samenwerking stokte toen Schnauss toetrad tot Tangerine Dream. Wanneer die band op een laag pitje komt te staan (er verschijnen meer soloalbums dan groepsalbums) trekken de heren de banden weer aan. Opnamen vinden plaats bij de heren thuis of tijdens festivals. Ze keren terug naar hun roots in de jaren tachtig, kosmische muziek vermengd met invloeden uit de krautrock, postpunk, ambient van Brian Eno, new age en gitaarklanken van The Edge (U2). De klank varieert van helder/optimistisch naar donker/dreigend.  
Het album verscheen in allerlei versies. De zogenaamde "Dinked Edition" werd in beperkte oplage (vinyl 500 stuks) uitgebracht.

## Musici
- Ulrich Schnauss – synthesizers, cp80
- Mark Peters – gitaren, basgitaar
- Jan Philip Janzen – drumstel op (track 9-12 van cd2)

## Muziek
| Nr. | Titel                                        | Duur |
| --- | -------------------------------------------- | ---- |
| 1.  | The supposed middle class (Schnauss, Peters) | 5:48 |
| 2.  | Hindsight is 20/20 (Schnauss, Peters)        | 6:40 |
| 3.  | Circular time (Schnauss, Peters)             | 5:05 |
| 4.  | Chiaroscuro (Schnauss, Peters)               | 6:25 |
| 5.  | Words can be dismissed (Schnauss, Peters)    | 5:05 |
| 6.  | Speak in capitals (Schnauss, Peters)         | 4:33 |
| 7.  | Clair-obscur (Schnauss, Peters)              | 5:22 |
| 8.  | So far, the moment (Schnauss, Peters)        | 8:54 |

| Nr. | Titel                                                             | Duur |
| --- | ----------------------------------------------------------------- | ---- |
| 9.  | Hindsight is 20/20 (count two four version) (Schnauss, Peters)    | 6:40 |
| 10. | Circular time (measure by measure version) (Schnauss, Peters)     | 5:07 |
| 11. | Words can be dismissed (talking snare version) (Schnauss, Peters) | 5:05 |
| 12. | Speak in capitals (uppercase drumming version (Schnauss, Peters)  | 4:34 |